# Летцигрунд
«Летцигрунд» (нем. Letzigrund; Letzigrundо файле) — футбольный стадион в городе Цюрих, Швейцария. Максимальная вместимость 23000. Домашняя арена для футбольных клубов «Цюрих» и «Грассхоппер». Стадион открылся 22 февраля 1925 года. После этого он ещё четыре раза реконструировался.
К ЕВРО-2008 в Цюрихе при поддержке городских властей был возведён новый стадион, который был открыт 30 августа 2007 года. Здание не очень высокое и отлично вписывается в окружающую среду. Отличительная черта стадиона — крытая рампа, на вершине которой находится ресторан. Новый стадион вмещает около 30000 зрителей. На Чемпионате Европы 2008 здесь прошло три матча группового этапа.
В 2014 году на стадионе прошел чемпионат Европы по лёгкой атлетике.